# Kościół św. Teresy od Dzieciątka Jezus w Drzewianach
Kościół pw. św. Teresy od Dzieciątka Jezus w Drzewianach – rzymskokatolicki kościół filialny parafii pw. Niepokalanego Poczęcia Najświętszej Maryi Panny w Żydowie, należący do dekanatu Polanów, diecezji koszalińsko-kołobrzeskiej, metropolii szczecińsko-kamieńskiej, w Drzewianach, w województwie zachodniopomorskim.
Odpust Kościoła w Drzewianach odbywa się 1 października we Wspomnienie św. Teresy od Dzieciątka Jezus.
W świątyni odbywają się także nabożeństwa dla parafii greckokatolickiej pw. św. Teresy.

## Historia
Kościół został wybudowany w 1818 r., a następnie w 1903 r. dobudowano wieżę w stylu neoromańskim. Świątynia powstała na miejscu starej budowli średniowiecznej. 

## Architektura
Budynek zbudowano na planie prostokąta bez prezbiterium i zakrystii. Wieża zbudowana w całości z cegły została częściowo wbudowana w przęsło.